# Істерн
І́стерн (від англ. eastern — «східний») часто зневажливо згадується у західних ЗМІ як борщ-вестерн — пригодницький фільм, дія якого відбувається переважно в Середній Азії чи на Кавказі і головно в період Громадянської війни в Російські Імперії.
Представники жанру: «Вогненні версти» (1957), «Даурія» (1971), «Свій серед чужих, чужий серед своїх» (1974), «Золота річка» (1975), «Охоронець» (1979), «Шостий» (1981), «Знайти і знешкодити» (1982), «Не бійся, я з тобою» (1981), «Біле сонце пустелі» (1969).
Фільми цього жанру мають традиційні стилістичні риси вестерну: «добрі» й «погані» герої, погоні і перестрілки, коні і револьвери тощо.